# Leucauge soeensis
Leucauge soeensis là một loài nhện trong họ Tetragnathidae.
Loài này thuộc chi Leucauge. Leucauge soeensis được miêu tả năm 1944 bởi Schenkel.